# Julian Korb
Julian Korb (Essen, 21 maart 1992) is een Duits voetballer die bij voorkeur als rechtsback speelt. Hij verruilde Borussia Mönchengladbach in juli 2017 voor Hannover 96.

## Clubcarrière
Korb speelde in de jeugd bij achtereenvolgens TuS Preußen Vluyn, Hülser VV, DJK/VfL Tönisberg, MSV Duisburg en Borussia Mönchengladbach. Hij maakte op 5 mei 2012 zijn debuut in het betaald voetbal in het shirt van Borussia Mönchengladbach, tijdens een wedstrijd in de Bundesliga tegenFSV Mainz 05. Hij viel die wedstrijd in voor Tolga Ciğerci. Korb had op 6 december 2012 voor het eerst een basisplaats bij Mönchengladbach, tijdens een wedstrijd in de Europa League tegen Fenerbahçe SK.

## Interlandcarrière
Korb kwam uit voor diverse Duitse nationale jeugdelftallen. Hij speelde onder meer tien keer voor Duitsland -19.
1 Zieler ·
2 Knight ·!
5 Neumann ·
6 Kunze ·
7 Ngankam ·
8 Leopold ·
9 Tresoldi ·
10 Rochelt ·
11 Lee ·
13 Christiansen ·
14 Chakroun ·
16 Nielsen ·
17 Wdowik ·
19 Uhlmann ·
20 Dehm ·
21 Muroya ·
23 Halstenberg ·
25 Gindorf ·
28 Ndikom ·
29 Oudenne ·
30 Weinkauf ·
32 Voglsammer ·
35 Wechsel ·
37 Ezeh ·
38 Momuluh ·
Coach: Breitenreiter